# Elektrofilní substituce
Elektrofilní substituce jsou skupinou chemických reakcí, při kterých elektrofil nahrazuje jinou funkční skupinu v molekule; touto skupinou je většinou, ne však vždy, atom vodíku. Elektrofilní aromatické substituce jsou charakteristické pro aromatické sloučeniny a jsou důležitými postupy připojení funkčních skupin na benzenová jádra. Druhým hlavním typem elektrofilní substituce je elektrofilní alifatická substituce.

## Elektrofilní aromatická substituce
U aromatických sloučenin je při elektrofilní substituci atom připojený na benzenové jádro, obvykle vodíkový atom, nahrazen elektrofilem. Nejvýznamnějšími reakcemi tohoto typu jsou aromatická nitrace, aromatická halogenace, aromatická sulfonace, Friedelova-Craftsova alkylace a Friedelova-Craftsova acylace.

## Elektrofilní alifatická substituce
Při elektrofilní substituci u alifatických sloučenin elektrofil nahrazuje funkční skupinu. Reakce je podobná nukleofilní alifatické substituci, kde je reaktantem nukleofil místo elektrofilu. Čtyřmi možnými mechanismy alifatické elektrofilní substituční reakce jsou SE1, SE2(přední), SE2(zadní) a SEi, které se rovněž podobají svým nukleofilním protějškům SN1 a SN2. Při SE1 mechanismu se nejprve substrát ionizuje na karboanion a kladně nabitý organický zbytek. Karbanion se následně okamžitě zrekombinuje s elektrofilem. U SE2 reakcí vzniká jediný přechodný stav, v němž se nacházejí původní i nově vytvořené vazby.
K elektrofilním alifatickým substitucím patří:
- Nitrosace
- Ketonová halogenace
- Keto-enol tautomerie
- Alifatické diazoniové párování